# Fred Olhorn
Fred Olhorn (zm. 26 sierpnia 2004) – wschodnioniemiecki judoka.
Zajął piąte miejsce na mistrzostwach świata w 1981. Brązowy medalista mistrzostw Europy w 1982; piąty w 1981 i 1983. Wygrał ME juniorów w 1981. Mistrz NRD w 1981 i 1986 roku.